# Centraal Laboratorium (Suriname)
Het Centraal Laboratorium is het nationale laboratorium van Suriname.
Het laboratorium werd in augustus 1961 opgericht om onderzoek te doen naar virusziekten die voor Suriname van belang zijn. Later kwamen daar andere onderzoeken bij, waaronder alcohol- en voedingswarentests. Het is een onderdeel van het Bureau voor Openbare Gezondheidszorg (BOG).
Het laboratorium is NEN-EN-ISO 9001 gecertificeerd.
Begin 2020, in aanloop naar de coronacrisis in Suriname, was het Centraal Laboratorium het eerste laboratorium in het Caraïbische gebied dat besmettingen met COVID-19 kan vaststellen.